# Baby Don't Lie
"Baby Don't Lie" é uma canção da cantora norte-americana Gwen Stefani. Foi composta pela própria cantora junto a Noel Zancanella, Ryan Tedder e Benny Blanco, sendo que sua produção ficou a cargo dos dois últimos.A faixa foi lançada na iTunes Store em 20 de outubro de 2014,e um dia depois será enviada as rádios norte-americanas através da gravadora Interscope Records. Marca a sua primeira música de trabalho desde "Early Winter" (2008).
A faixa vazou na internet em 18 de outubro,e desde então é apontada por algumas publicações como uma obra de música pop com influências do reggae e da música dance dos anos 80s.Liricamente, mostra a cantora falando sobre sobre as inseguranças em um relacionamento. O vídeoclipe foi lançado no dia 21 de outubro e contém a direção de Sophie Muller, colaboradora de longa data de Stefani.

## Desempenho nas paradas musicais

### Posições
| Parada musical (2014)                      | Melhor posição |
| ------------------------------------------ | -------------- |
| Bélgica - Ultratip (Flandres)              | 26             |
| Bélgica - Ultratip (Valônia)               | 26             |
| Canadá - Canadian Hot 100                  | 22             |
| Croácia - Airplay Chart                    | 45             |
| Eslováquia - Singles Digitál Top 100       | 42             |
| Estados Unidos - Billboard Hot 100         | 46             |
| Estados Unidos - Billboard Pop Songs       | 23             |
| Estados Unidos - Billboard Adult Pop Songs | 27             |
| Finlândia - Suomen virallinen lista        | 21             |
| França - SNEP                              | 58             |
| Hungria - Single Top 10                    | 35             |
| Nova Zelândia - NZ Top 40 Singles          | 37             |
| Países Baixos - Mega Single Top 100        | 42             |
| Chéquia - Singles Digitál Top 100          | 41             |

## Histórico de lançamento
| País(es)       | Data(s)               | Formato(s)         | Ref.   |
| -------------- | --------------------- | ------------------ | ------ |
| Estados Unidos | 20 de outubro de 2014 | Download digital   | [ 21 ] |
| Estados Unidos | 21 de outubro de 2014 | Rádio contemporary | [ 3 ]  |